# Yusuke Omi
Yusuke Omi (født 26. december 1946) er en japansk fodboldspiller.

## Japans fodboldlandshold
| Japans landshold | Japans landshold | Japans landshold |
| År               | Kmp              | Mål              |
| ---------------- | ---------------- | ---------------- |
| 1970             | 5                | 1                |
| Total            | 5                | 1                |